# 7754 Ґопалан
7754 Ґопалан (7754 Gopalan) — астероїд головного поясу, відкритий 2 жовтня 1989 року.
Тіссеранів параметр щодо Юпітера — 3,285.